# جامعة أوتو فون-غريكي ماغديبورغ
جامعة أوتو فون-غريكي ماغديبورغ (بالإنجليزية: Otto-von-Guericke University Magdeburg)‏ هي جامعة في ألمانيا.